# Голдстрім (Аляска)
Голдстрім (англ. Goldstream) — переписна місцевість (CDP) в США, в окрузі Фербенкс-Норт-Стар штату Аляска. Населення — 3299 осіб (2020).

## Географія
Голдстрім розташований за координатами 64°57′17″ пн. ш. 148°0′19″ зх. д. / 64.95472° пн. ш. 148.00528° зх. д. (64.954697, -148.005273).  За даними Бюро перепису населення США в 2010 році переписна місцевість мала площу 222,83 км², з яких 222,74 км² — суходіл та 0,10 км² — водойми.

## Демографія
Згідно з переписом 2010 року, у переписній місцевості мешкало 3557 осіб у 1579 домогосподарствах у складі 884 родин. Густота населення становила 16 осіб/км².  Було 1837 помешкань (8/км²).
Расовий склад населення:
| - 89,0 % — білих - 3,4 % — корінних американців - 0,7 % — азіатів - 0,6 % — чорних або афроамериканців |

До двох чи більше рас належало 5,5 %. Частка іспаномовних становила 2,5 % від усіх жителів.
За віковим діапазоном населення розподілялося таким чином: 22,5 % — особи молодші 18 років, 72,0 % — особи у віці 18—64 років, 5,5 % — особи у віці 65 років та старші. Медіана віку мешканця становила 37,2 року. На 100 осіб жіночої статі у переписній місцевості припадало 109,6 чоловіків;  на 100 жінок у віці від 18 років та старших — 109,7 чоловіків також старших 18 років.
Середній дохід на одне домашнє господарство  становив 99 964 долари США (медіана — 88 371), а середній дохід на одну сім'ю — 125 613 долари (медіана — 99 702). Медіана доходів становила 69 593 долари для чоловіків та 59 036 доларів для жінок. За межею бідності перебувало 3,7 % осіб, у тому числі 0,0 % дітей у віці до 18 років та 0,0 % осіб у віці 65 років та старших.
Цивільне працевлаштоване населення становило 2332 особи. Основні галузі зайнятості: освіта, охорона здоров'я та соціальна допомога — 34,1 %, роздрібна торгівля — 19,2 %, будівництво — 16,6 %.